# فرودگاه خوزه سلستینو موتیس
فرودگاه خوزه سلستینو موتیس (به انگلیسی: José Celestino Mutis Airport) (به زبان بومی: Aeropuerto José Celestino Mutis) یک فرودگاه همگانی با کد یاتا BSC است که یک باند فرود آسفالت دارد و طول باند آن ۱۲۱۱ متر است. این فرودگاه در کشور کلمبیا قرار دارد و در ارتفاع ۲۴ متری از سطح دریا واقع شده‌است.